# Плакс, Альберт Израилевич
Альберт Израилевич Плакс (род. апрель 1941 года, Минск) — израильский писатель и публицист.
Окончил Белорусский политехнический институт по специальности «инженер-электромеханик».
Кандидат наук (1973). Работал в Научно-исследовательском институте, а затем, после окончания аспирантуры, — преподавателем в своей alma mater.
С 1967 г. — руководитель Театра миниатюр при Белорусском политехническом институте (БПИ). Театр был закрыт в 1973 г. решением парторганизации. Участник команд КВН: сборной г. Минска — финалиста первенства СССР 1966 г. и БПИ — победителя первенства СССР 1971 г.
В 1976 году репатриировался в Израиль. Преподавал в Тель-Авивском техническом колледже им. Сингаловского системы ОРТ и киббуцном колледже, а также практически работал в области автоматизации, главным образом, водоснабжения и канализации. Разработал одну из первых в мире автоматизированную компьютерную систему управления водоснабжением и канализацией малого города. За годы первой эмиграции написал две технические книги: «Электрические микромашины» (английский) и «Основы энергоэлектроники» (иврит, авторский перевод на русский).
С 1990 г. живет в Балтиморе, США. С 1991 по 2003 гг. преподавал в Балтиморском еврейском университете — авторские курсы: «Государство Израиль», «История еврейского театра», «Евреи в мировом театре и кино», «Еврейские герои в советском и постсоветском кинематографе» и др.
В 1996 г. избран действительным членом (академиком) Международной академии наук экологии, безопасности человека и природы (Санкт-Петербург).
Еще с 60-х годов прошлого века занимается журналистикой, был корреспондентом Белорусского радио и телевидения, публиковался в белорусских центральных газетах. С 1992 г. — главный редактор программы «Звезда Давида» — наиболее «долго живущего» в США радио на русском языке. Более 20 лет — корреспондент радио на русском языке «РЭКА — Кол Израэль» (совместно с А. Топоровской) в США. Многочисленные статьи печатались в американской, израильской, российской, белорусской прессе. Автор  публицистических книг: «Израиль и шпионаж» (Израиль, 2001 г.), «Оружие возмездия — Секретные операции израильских спецслужб и их противников» (Россия, 2006 г.), «Аркадий Райкин в воспоминаниях современников - 2» (Россия, 2011 г., один из  авторов), «Расстрелянные души» (США, 2016 г.).
Начиная с 2001 года, краткая биография А. Плакса регулярно публикуется в престижных известных в мире американских изданиях «Who is Who»: «Кто есть кто в мире» (ежегодно с 2002 г.), «Кто есть кто в Америке» (с 2001 г.), «Кто есть кто в науке и технике» (с 2002 г.), «Кто есть кто в американском образовании» (с 2006 г.), а также опубликована в кембриджском (Англия) издании «2000 интеллектуалов 21-го века», 2003 г.
Человек 2008 года по версии газеты «Каскад»(Балтимор) и газеты «Форум» (Нью-Йорк, номинация «Журналист года»).

## Книги
- «Израиль и шпионаж» (2001)
- «Оружие возмездия: секретные операции израильских спецслужб и их противников» (2006). ISBN 5-222-08605-4
- «Аркадий  Райкин в воспоминаниях современников 2» (2011, один из авторов)                                    ISBN 978-5-91046-003-8
- «Расстрелянные души» (2016) ISBN 978-0-9860805-6-2